# Nueva Zelanda en los Juegos Paralímpicos de Nagano 1998
Nueva Zelanda estuvo representada en los Juegos Paralímpicos de Nagano 1998 por cinco deportistas, tres hombres y dos mujeres.

## Medallistas
El equipo paralímpico neozelandés obtuvo las siguientes medallas:
| Nombre           | Deporte      | Evento                           |
| ---------------- | ------------ | -------------------------------- |
| Oro              |              |                                  |
| Mathew Butson    | Esquí alpino | Eslalon LW9 masculino            |
| Mathew Butson    | Esquí alpino | Eslalon gigante LW9 masculino    |
| Mathew Butson    | Esquí alpino | Supergigante LW9 masculino       |
| Kevin O'Sullivan | Esquí alpino | Supergigante LW1,3,5/7 masculino |
| Plata            |              |                                  |
| Mathew Butson    | Esquí alpino | Descenso LW1,3,5/7,9 masculino   |
| Bronce           |              |                                  |
| Steven Bayley    | Esquí alpino | Eslalon gigante LW4 masculino    |